# کارلوس مارتینز (بازیکن فوتبال، زاده ۱۹۹۷)
کارلوس مارتینز (انگلیسی: Carlos Martínez؛ زادهٔ ۳ ژوئیهٔ ۱۹۹۷) بازیکن فوتبال است.